# Arkadiusz Tomasz Bratkowski

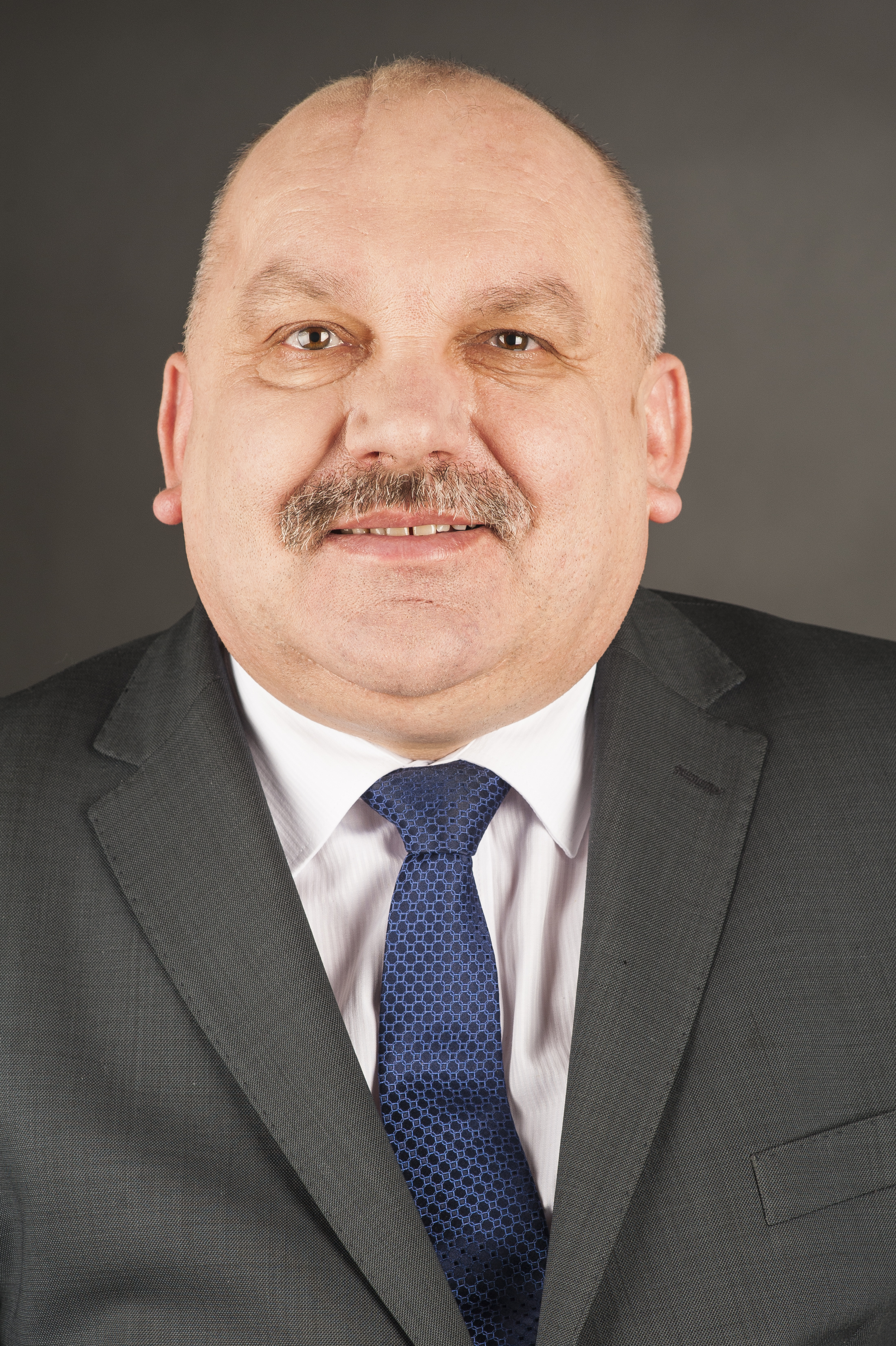
Arkadiusz Tomasz Bratkowski 2014

Arkadiusz Tomasz Bratkowski (* 13. Mai 1959 in Hrubieszów) ist ein polnischer Politiker der PSL. Er gehörte von 2001 bis 2005 dem Sejm in dessen IV. Wahlperiode und von 2011 bis 2014 dem Europaparlament an.

## Leben und Beruf
Ab 1982 war Bratkowski als Lehrer am Schulzentrum für mechanische Berufe in Zamość tätig. Er absolvierte ein berufsbegleitendes Studium der Rechts- und Verwaltungswissenschaften an der Maria-Curie-Skłodowska-Universität in Lublin, das er 1993 abschloss. Später besuchte er noch verschiedene Lehrgänge.
Bei der Zamośćer Landjugend war Bratkowski zunächst Sekretär und danach von 1986 bis 1988 Vorsitzender des Woiwodschaftsvorstandes. Von 1988 bis 1990 war er stellvertretender Vorsitzender des Woiwodschaftsrats des Verbands der Volkssportvereine in Zamość. Von 1993 bis 1995 arbeitete er als Sachverständiger in der Kanzlei des Senats. Anschließend leitete er zwei Jahre lang das Büro des Senators Jerzy Derkacz (PSL).

## Politik
Politisch engagierte sich Bratkowski ab 1982 in der Blockpartei Zjednoczone Stronnictwo Ludowe und ging mit dieser nach der politischen Wende in der wiedergegründeten Polskie Stronnictwo Ludowe (PSL) auf. Von 1986 bis 1990 und von 1994 bis 1998 war er Gemeinderatsmitglied in Miączyn. 1994 wurde er Präsident des Kreistags von Zamość, er gehörte außerdem dem Vorstand des Verbandes der polnischen Regionalversammlungen an. Beide Ämter hatte bis 1998 inne, als er zum Marschall der neu gebildeten Woiwodschaft Lublin gewählt wurde. Zuvor war 1997/98 letzter Vorsitzender des Sejmiks der damaligen Woiwodschaft Zamość gewesen. 2001 wurde er in den Sejm gewählt, dem er bis 2005 angehörte, als er nicht wiedergewählt wurde. Zuvor hatte er sich bei der Europawahl vergeblich um ein Mandat im Europaparlament beworben. 2006 kehrte er in die Woiwodschaft Lublin zurück, wo er bei den Selbstverwaltungswahlen 2006 und 2010 in den Sejmik gewählt wurde. 2010 wurde er Vorsitzender des Sejmiks der Woiwodschaft Lublin und gehörte dem Vorstand des Verbands der Woiwodschaften der Republik Polen an. Im Dezember 2011 zog er in das Europäische Parlament ein. Sein Mandat erhielt er im Rahmen der Vergrößerung des Parlaments durch den Vertrag von Lissabon, nachdem er bei der Europawahl 2009 noch gescheitert war. Bei der Europawahl 2014 verpasste er die Wiederwahl, kehrte aber bei den Selbstverwaltungswahlen des Jahres in den Lubliner Woiwodschaftssejmik zurück. Auch 2018 und 2024 (für das Wahlbündnis Trzecia Droga, an dem sich die PSL beteiligt hatte) konnte er sein Mandat im Sejmik verteidigen.
Bei den Parlamentswahlen 2015 und 2019 gelang ihm die Rückkehr in den Sejm jeweils nicht. 2023 bewarb er sich erfolglos für einen Sitz im Senat der Republik Polen.

## Ehrungen
- 1999 Goldenes Verdienstkreuz der Republik Polen[12]
- 2011 Ritterkreuz des Ordens Polonia Restituta[13]